# Herald of Sorrow
Herald of Sorrow (englisch Herold der Trauer) ist ein Album der belgischen Funeral-Doom-Band Until Death Overtakes Me.

## Geschichte
Die Stücke des Albums Herald of Sorrow erschienen zum Großteil als Musikdownload vorab und wurden in den Jahren 2018 und 2019 von Stijn van Cauter in seinem Heimstudio Templa Libitina ohne externen Produzenten eingespielt und als Singles veröffentlicht. Mit Herald of Sorrow stellte Until Death Overtakes Me die Stücke als vierten Teil der mit Well of Dreams, Hell & Rain und They Know begonnenen Reihe Collected Works zusammen. Die Reihe kompelliert solche zuvor veröffentlichten Single-Stücke die ohne übergeordnetes Konzept zusammenhängen.
Das Album blieb nach der Veröffentlichung im September 2019 ohne besondere Resonanz.

## Albuminformationen
Herald of Sorrow wurde als Album am 11. September 2019 veröffentlicht. Van Cauter gab die Kompilation als Musikdownload über Bandcamp als Veröffentlichung seines Labels Void Overflow mit sieben Titeln und einer Spieldauer von 89:29 Minuten heraus. Eine zur Verfügung gestellte Variante eines Erwerb als Print-on-Demand-Kopie des Albums ließ zwei abschließende Stücke aus. Die Gestaltung übernahm van Cauter selbst. Das Cover zeigt einen Reiter zu Pferd in karger Landschaft mit dunkler Farbgebung.
Auf Herald of Sorrow verfolgt Until Death Overtakes Me weiter den in dieser Periode der Band üblichen Crossover aus Funeral Doom, Dark Wave und Ambient.

## Titelliste
1. Void of Mind: 9:04
2. A Pathway into Dream: 13:25
3. Fractures in Earth: 6:15
4. Claimed by Winter: 14:36
5. Herald of Sorrow: 31:31
6. Magistralis (alternate version): 4:10
7. Spectre: 10:26